# Empedrado (pavimento)

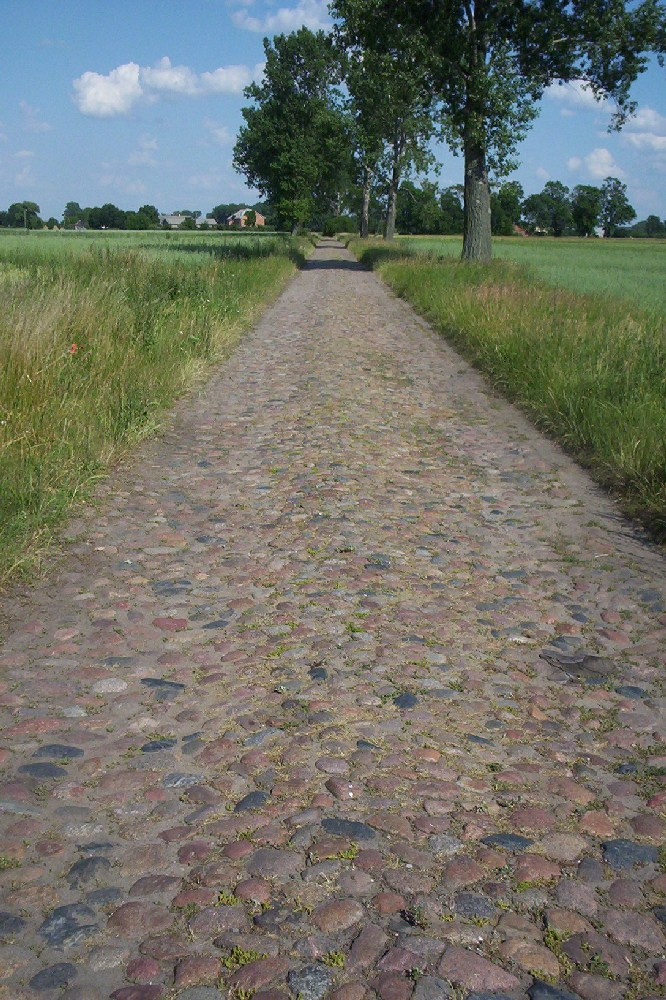
Camino empedrado en una zona rural.

Se llama empedrado al pavimento hecho de piedras. El empedrado, tanto para los caminos como para las calles, puede ser de mármol, de piedras silíceas más o menos voluminosas y labradas o no, de guijo o guijarros, de escombros o cascajo, de ladrillo, como era el empedrado de Venecia, de lava, material de que se sirvieron los romanos para empedrar sus caminos y que se siguió empleando en Nápoles y en Florencia, etc. 
Las calles de las poblaciones pueden estar bien y sólidamente empedradas con acera embaldosada o enlosada, longitudinal y transversal en los puntos donde fuere necesario así para la comodidad de los habitantes como para facilidad de la limpieza. El empedrado y el asfaltado después opone un obstáculo a las reacciones recíprocas de la atmósfera y del suelo. Constituye la condición primera de la limpieza de las calles las cuales, sin ella, presentarían una superficie pantanosa. Facilita la limpieza de las calles y plazas, el escurrimiento de las aguas, etc.

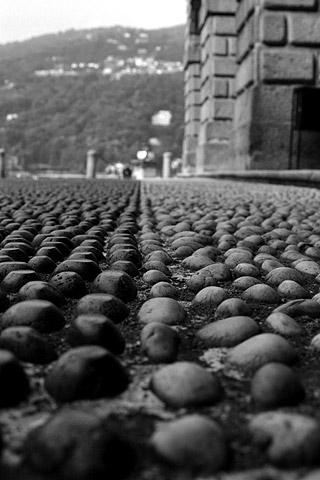
Calle italiana empedrada en Isola Bella. Los empedrados tales como este están diseñados para que los caballos tengan un buen agarre.

## Historia

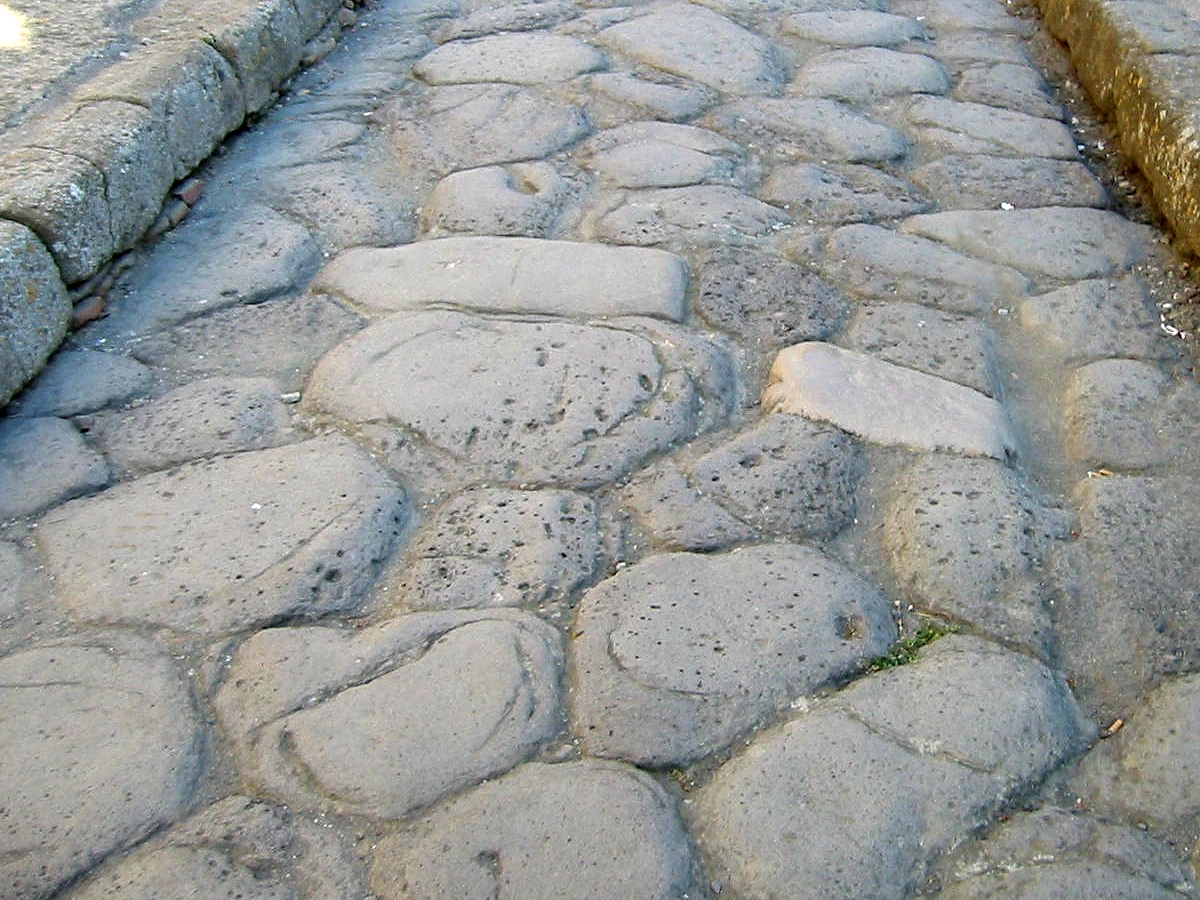
Empedrado de una calzada romana en Herculano.

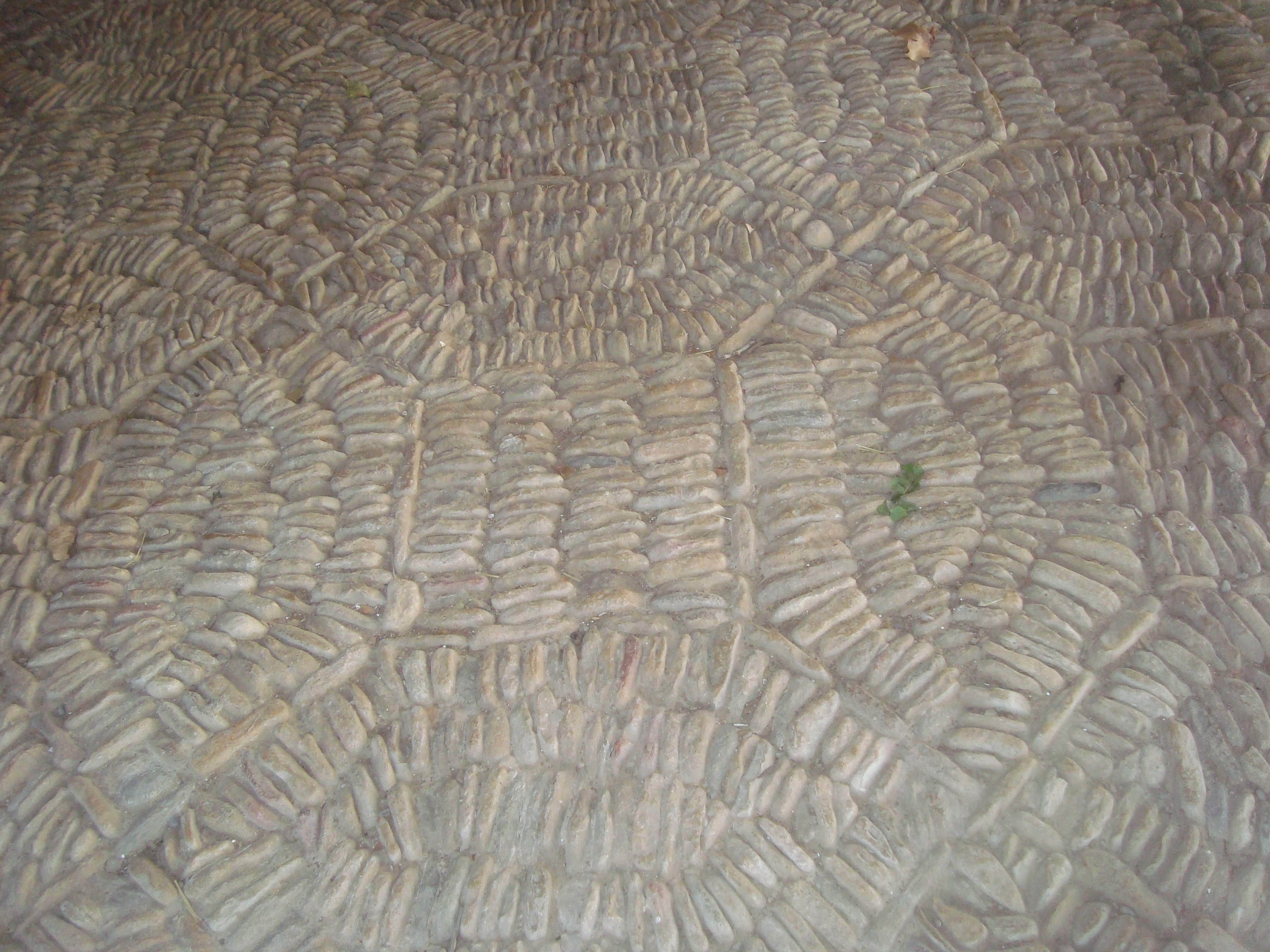
Pavimento empedrado con cantos rodados, hospedería del ermitorio de Sant Pau (Albocàsser).

Existe constancia de que la civilización egea habría pavimentado sus calles entre el 1600 y el 1000 a. C. Los cartagineses seguirían con la tradición de empredar, haciéndolo mucho antes que los romanos. Así Isidoro de Sevilla escribe: primúm autem Poeni dicuntur lapidibus stravisse. En el Imperio Romano seguiría con la tradición, aunque hasta donde tenemos constancia prefirieron el enlosamiento con grandes piedras.
Córdoba fue la primera población moderna que tuvo empedradas las calles. Se hizo esta operación el año 850 en virtud de orden de Abderramán II.
La falta de pavimentación en las ciudades provocaba problemas de salubridad. París durante muchos siglos recibió el nombre de Lutecia (ciudad del lodo), mejoró la calidad del aire y disminuyeron el número de fiebres cuando en 1184 Felipe Augusto, incomodado en su propio palacio por la fetidez de las calles, mandó empedrarlas todas. Londres se saneó notablemente desde 1542 cuando empezó a empedrar sus calles. 
El Proyecto de Ley Orgánica de Sanidad pública española de 1821 disponía que en todos los pueblos donde hubiese proporción se empedrasen sus calles y plazas, y que en las poblaciones donde no hubiese proporción o fondos para ello, se solasen con cascajo o escombros.

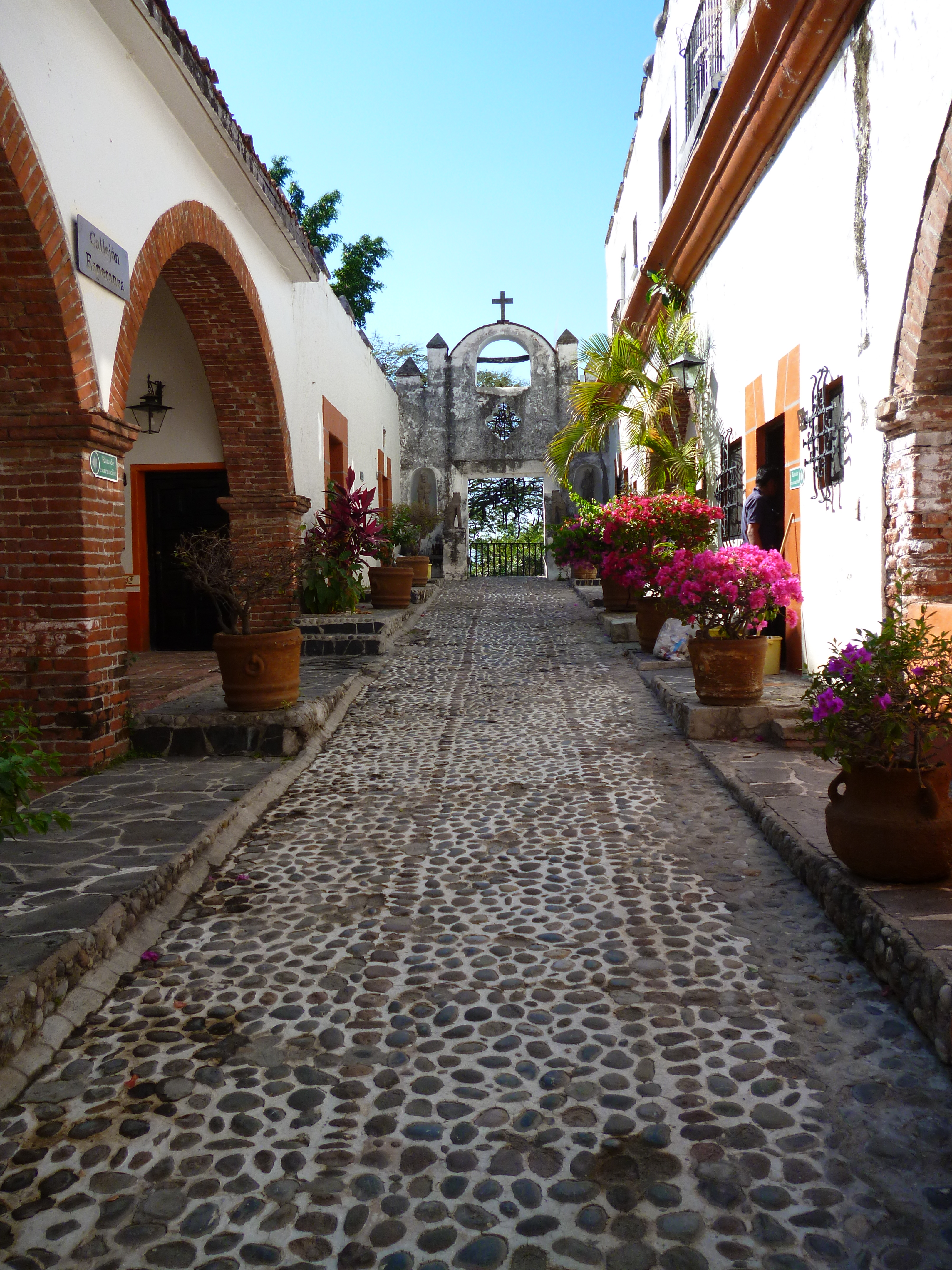
Empedrado en callejón de la esperanza en Morelos